# Níkos Koutsoú
Nikos Koutsou (en grec moderne, Κουτσού Νίκος, né le 9 novembre 1946 à Famagouste) est un homme politique chypriote.
Il est membre du Parlement chypriote de 2006 à 2016 (élu dans la circonscription de Famagouste). Il est membre de l'Alliance des citoyens et a été vice-président du Parti démocrate européen (il en est dorénavant le président d'honneur).